# Valea Gais

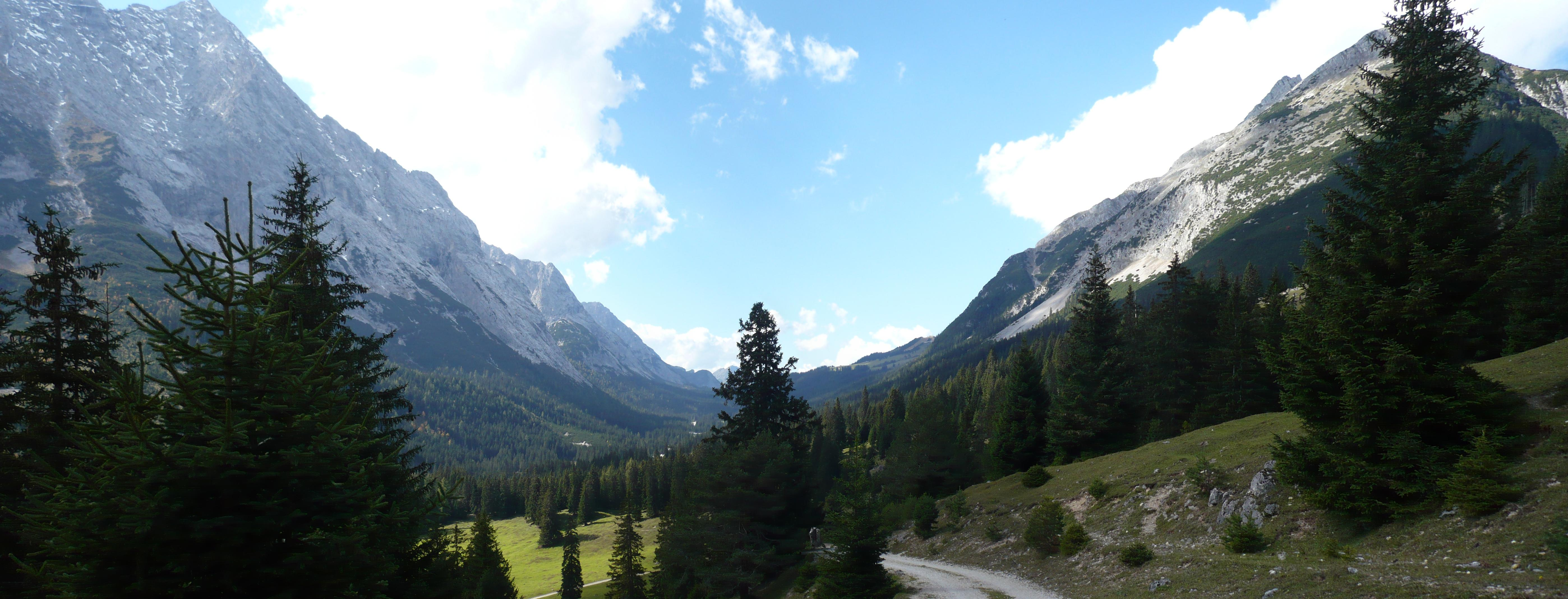
Valea Gais

Valea Gais este situată în Tirol, (Austria), și separă munții Wetterstein, aflați la nord, de munții Mieminger Gebirge, aflați în sud.
Valea se întinde de la Ehrwald până la Leutasch, regiunea fiind închisă circulației rutiere publice. Ambii versanți ai văii sunt flancați de munți înalți ca: Hohe Munde, Hochwanner, Predigtstuhl (Wetterstein) și Ehrwalder Sonnenspitze. În regiunea inferioară a văii își are izvorul „Leutascher Ache” care provine din lacul Igel și se varsă în Isar. Valea Gais este supranumită și Almenparadies (Paradisul stânelor), fiind descrisă de scriitorului tirolez „Ludwig Ganghofer” în romanul Das Schweigen im Walde „Tăcerea din pădure” (1899).